# Maxie Long
Maxwell Warburn Long, detto Maxie (Waverley, 16 ottobre 1878 – New York, 4 marzo 1959), è stato un velocista statunitense, campione olimpico dei 400 metri piani ai Giochi di Parigi 1900.

## Biografia

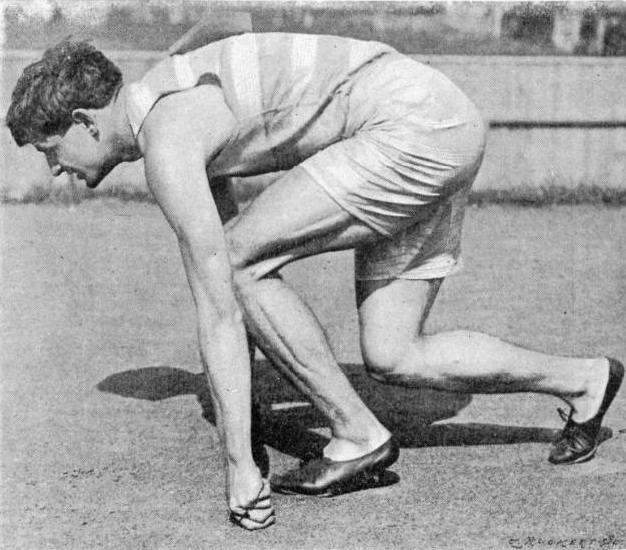
Maxie Long nella posizione "pronti".

Long rappresentò la Columbia University nelle gare intercollegiali di atletica.
Prese parte ai Giochi olimpici di Parigi del 1900 nella gara dei 400 metri piani, in cui vinse la medaglia d'oro e stabilì il record olimpico.

## Palmarès
| Anno | Manifestazione  | Sede   | Evento      | Risultato | Prestazione | Note            |
| ---- | --------------- | ------ | ----------- | --------- | ----------- | --------------- |
| 1900 | Giochi olimpici | Parigi | 400 m piani | Oro       | 49"4        | Record olimpico |